# Hans Jakob Polotsky
Hans Jakob Polotsky (en hébreu : הנס יעקב פולוצקי) (Zurich, 13 septembre 1905 - Jérusalem, 10 août 1991) est un orientaliste, un linguiste, un égyptologue et un professeur de langues sémitiques à l'université hébraïque de Jérusalem.

## Biographie
Hans Jakob Polotsky est né à Zurich (Suisse) de parents juifs russes. Il grandit à Berlin puis étudie l'égyptologie et les langues sémitiques aux universités de Berlin et de Göttingen. À Berlin, il a notamment comme professeur l'égyptologue Kurt Heinrich Sethe.
De 1926 à 1931, il participe à l'étude des sources grecques, coptes, syriaques et arabes de la Septante. Ces textes le mettent en contact avec les langues turques et iraniennes. En 1929, il devient docteur à la suite de la soutenance de sa thèse intitulée Zu den Inschriften der 11. Dynastie (Inscriptions de la XIe dynastie), effectuée sous la direction d'Hermann Kees. De 1933 à 1934, il travaille à Berlin, avec l'historien de l'Église Carl Schmidt, à l'édition de textes coptes manichéens. Toutefois, en tant que juif, il n'est pas mentionné dans la publication. En 1935, il quitte l'Allemagne et s'installe en Palestine, où il devient enseignant-chercheur à l'université hébraïque de Jérusalem (HUJI). Miriam Lichtheim, connue pour ses traductions de hiéroglyphes, est l'une de ses élèves. À l'HUJI, Polotsky approfondit son intérêt pour les langues éthiopiennes (ge'ez, amharique, gurage, tigrinya…). Il est nommé professeur en 1948.
Sa réalisation principale est Études de syntaxe copte, publiée en 1944, qui change radicalement la vision scientifique de la syntaxe du copte ainsi que du système verbal des langues de l'Égypte antique.

## Récompenses
- En 1962, Polotsky reçoit le prix Rothschild en sciences.
- En 1966, il obtient le Prix Israël dans le domaine des humanités[1].
- En 1982, il reçoit le Prix Harvey.

## Publications
- (avec Carl Schmidt) Ein Mani-Fund in Ägypten, Original-Schriften des Mani und seiner Schüler. Berlin, Akademie der Wissenschaften, 1933.
- « Manichäische Studien », dans Le Muséon 46, 1933, p. 247-271.
- (éd.) Manichäische Homilien, Stuttgart, W. Kohlhammer, 1934.
- Manichäische Handschriften der Staatlichen Museen Berlin, W. Kohlhammer, Stuttgart, 1935.
- « Études de grammaire gouragué », dans Bulletin de la Société de Linguistique de Paris 39, 1938, p. 137-175.
- Études de syntaxe copte, Publications de la Société d'Archéologie Copte. Le Caire, 1944.
- Notes on Gurage grammar, Israel Oriental Society, no 2, 1951.
- « Syntaxe amharique et syntaxe turque », dans Atti del Convegno Internazionale di Studi Etiopici, Rome (Acc. Naz. dei Lincei), 1960, p. 117-121.
- « Studies in Modern Syriac », dans Journal of Semitic Studies 6, 1961, p. 1-32.
- « Aramaic, Syriac, and Ge'ez », dans Journal of Semitic Studies 9, 1964, p. 1-10.
- "Egyptian Tenses", The Israel Academy of Sciences and Humanities, Vol. II, No. 5. 1965
- E.Y. Kutscher (ed.), Collected Papers by H.J. Polotsky, Magnes Press, Jérusalem, 1971.
- « Les transpositions du verbe en égyptien classique », dans Israel Oriental Studies 6, 1976, p. 1-50.
- « A Point of Arabic Syntax: The Indirect Attribute », dans Israel Oriental Studies 8, 1978, p. 159-174.
- « Verbs with two Objects in Modern Syriac (Urmi) », dans Israel Oriental Studies 9, 1979, p. 204-227.
- Grundlagen des koptischen Satzbaus, Scholars Press, Decatur, Ga., 1987,  (ISBN 1-555-40076-0).
- « Incorporation in Modern Syriac », dans G. Goldenberg & Sh. Raz (éds.), Semitic and Cushitic studies, Harrassowitz  Wiesbaden 1994, p. 90-102.
- « Notes on Neo-Syriac Grammar », dans Israel Oriental Studies 16, 1996, p. 11-48.